# Сибуян (море)
Море Сибуян (на английски: Sibuyan sea) е междуостровно море на Тихия океан, разположено в централната част на Филипинския архипелаг, на територията на Филипините. Простира се между островите Лусон на север и изток, Масбате на югоизток, Панай на юг и Миндоро на запад. На северозапад чрез протока Верде се свързва с Южнокитайско море, на изток чрез протока Тикао – с море Самар, на югоизток чрез протока Хинтотоло – с море Висаян и на югозапад мрез протока Таблас – с море Сулу. Дължина от северозапад на югоизток 300 km, ширина до 240 km, максимална дълбочина 1802 m. Бреговете му са предимно ниски, забалтени и силно разчленени. На севе и североизток по бреговете на остров Лусон са разположени големите заливи Таябас, Рагай, Сарсогон. Множество острови: Сибуян, Ромблон и Таблас (в централната част), Мариндуке (в северната), Буриас (в източната). Климатът е тропичен, с чести тайфуни и годишна сума на валежите до 3000 mm. Температура на водата 23 – 28 °C, соленост 32,0 – 32,5‰. Приливите са неправилни, полуденонощни с височина над 2 m. Главни пристанища: Лусена и Сорсогон (о. Лусон), Масбате (о. Масбате), Рохас и Калибо (о. Панай), Ромблон (о. Ромблон), Боак (о. Мариндуке), Калапан (о. Миндоро).